# Felice Maurizio D'Ettore
Felice Maurizio D'Ettore (Napoli, 22 luglio 1960 – Locri, 22 agosto 2024) è stato un politico italiano.

## Biografia
Professore ordinario di diritto privato presso la Scuola di Economia e Management dell'Università degli Studi di Firenze dal 2005, in precedenza insegnò all'Università degli Studi dell'Insubria. Già consigliere comunale a Bucine dal 1995 al 1999 e dal 2004 al 2009, nel 2007 divenne il coordinatore provinciale di Popolo delle Libertà prima e Forza Italia poi per la Provincia di Arezzo; fu anche il vicepresidente dell'Agenzia regionale di Sanità della Toscana.

### Elezione a deputato
Alle elezioni politiche del 2018 fu eletto alla Camera dei Deputati, nel collegio uninominale di Arezzo, sostenuto dalla coalizione di centro-destra.
Il 27 maggio 2021 aderì a Coraggio Italia, il nuovo partito fondato dal sindaco di Venezia Luigi Brugnaro insieme al presidente della Liguria Giovanni Toti e a numerosi parlamentari di diversa provenienza (M5S, Forza Italia, Cambiamo!-Popolo Protagonista, Lega e Centro Democratico).
Il 18 novembre fu nominato coordinatore del partito in Calabria.
Il 23 giugno 2022 abbandonò Coraggio Italia e, insieme ad altri sei ex membri del partito, aderì all'associazione "Vinciamo Italia" costituita da Marco Marin, con cui il 28 giugno formarono la componente "Vinciamo Italia - Italia al Centro con Toti". Non ricandidato alle politiche anticipate del 25 settembre, dieci giorni prima delle elezioni passò a Fratelli d’Italia.

### Garante dei detenuti
Nel settembre del 2023, il Governo Meloni lo nominò presidente del Garante nazionale dei diritti delle persone private della libertà personale.

### Morte
Il 22 agosto 2024, in vacanza con la famiglia a Locri, morì dopo essere stato colto da un malore improvviso: a darne la notizia fu il ministro della giustizia Carlo Nordio.